# Lotte Pichler
Lotte Pichler (* 14. Mai 1933) ist eine deutsche Umweltaktivistin, Alpinistin sowie ehemalige Jugend- und Sportfunktionärin (JDAV/DBJR).

## Leben und Wirken
Lotte Pichler hat nach dem Schulabschluss eine Ausbildung zur Buchhändlerin absolviert. 1952 wurde sie Mitglied im Deutschen Alpenverein (DAV). Von 1958 bis 1974 war Pichler die erste weibliche Jungmannschaftsleiterin einer DAV-Sektion (Sektion Leitzachtal); zudem war sie die erste Frau, die die Skihochtourenführerprüfung des DAV bestanden hat. Nachdem Pichler zuerst ab 1970 Mitglied des DAV-Jugendausschusses, ab 1973 DAV-Jugendreferentin und zwischenzeitlich Landesjugendleiterin in Bayern gewesen war, war sie von 1974 bis 1980 die erste weibliche Bundesjugendleiterin des DAV, das heißt die erste weibliche Präsidentin der Jugend des Deutschen Alpenvereins (JDAV), und im Zuge dessen als erste Frau im Vorstand des DAV. In ihrer Amtszeit erlangte die JDAV zunehmend Eigenständigkeit vom DAV; ferner spielte das Engagement im Naturschutz erstmals eine wichtigere Rolle. Auf Pichlers Bestreben hin wurde zudem 1975 die DAV-Satzung in der Hinsicht geändert, dass sich der Verein fortan als politisch und konfessionell ungebunden sah. Während Pichlers Amtszeit wurde außerdem 1975 die erste Jugendbildungsstätte des DAV gegründet. Pichler erarbeitete Schulungskonzepte, die den Bergsport mit pädagogischen Ansätzen konsequent in Verbindung gebracht haben. Ab 1971 war sie zudem als Delegierte des DAV Mitglied im Bayerischen Jugendring, dessen Vizepräsidentin sie von 1977 bis 1979 war. Pichler war darüber hinaus Mitglied im Deutschen Bundesjugendring; dort war sie von 1979 bis 1981 Vizepräsidentin. Zu dieser Zeit war sie darüber hinaus Mitglied im Council of European National Youth Committees (CENYC), einer Vorgängerorganisation des Europäischen Jugendforums. Von 1993 bis 1999 war sie die erste Beauftragte für Familienarbeit im DAV-Bundesverband und hat in dieser Funktion die Rolle von Familienbergsteigen maßgeblich beeinflusst. Von 2003 bis 2005 war Pichler als Delegierte für Südbayern Mitglied im DAV-Verbandsrat. Sie war von 1988 bis 2007 Erste Vorsitzende der DAV-Sektion Leitzachtal und wurde von dieser 2008 zum Ehrenmitglied gewählt. In der Sektion bietet Pichler Senioren-Bergtouren und -Gymnastik an.
Ab den frühen 1950er Jahren nahm der Bau von Seilschwebebahnen und Schleppliften in den Bayerischen Alpen stark zu; landeseinheitliche Richtlinien, welche Landschaftsgebiete für den Bergsport erschlossen werden dürfen und welche nicht, waren in Bayern jedoch nicht vorhanden. Nachdem 1962 Pläne für den Liftbau im Rotwandgebiet bekannt geworden sind, setzte sich Pichler dafür ein, das Gebiet nicht bebauen zu lassen, und forderte stattdessen vom Landratsamt Miesbach, es zu einem Naturschutzgebiet umzuwidmen. Die Gemeinde Bayrischzell veröffentlichte 1970 einen Erschließungsplan, der vorsah, das Rotwandgebiet, insbesondere das Gebiet um den Soinsee, technisch durch den Bau von insgesamt 14 Liften für Sommer- und Winterbergsport zu erschließen. Daraufhin gehörte Pichler im Februar 1971 zu den Mitbegründern der Bürgeraktion „Rettet das Rotwandgebiet vor der Zerstörung“, der ersten alpinen Naturschutz-Bürgerinitiative, deren Sprecherin sie wurde. Pichler war ferner im April 1971 Gründungsmitglied der BUND-Kreisgruppe Miesbach, die sich im Zuge der Bürgeraktion formiert hat, und Delegierte im Vorstand des Bund Naturschutz in Bayern. Im November 1971 übergab Pichler die Unterschriftenordner der Bürgeraktion mit 24.820 Unterschriften an den damaligen Bayerischen Umweltminister Max Streibl. Das Anliegen der Initiative wurde 1972 dadurch umgesetzt, dass der Alpenplan in Kraft getreten ist und das Rotwandgebiet darin in der striktesten Schutzkategorie, der Zone C, eingeordnet worden ist. Seither sind dort Verkehrserschließungen mit Ausnahme notwendiger landeskultureller Maßnahmen (z. B. Alm- und Forstwege) unzulässig.
Im November 2010 gehörte Pichler außerdem zu den Gründern der Mangfall Allianz, einem Vereinszusammenschluss für Gewässerschutz, dessen Ziel es ist, eine Verbesserung des ökologischen Zustandes der Bäche, Flüsse und Seen im Einzugsgebiet der Mangfall zu erreichen. Seitdem ist sie eine von zwei Sprechern der Initiative.
Pichler betreibt ein mineralogisches Fachgeschäft mit Mineralien, Fossilien und Steinschmuck in Bayrischzell.

## Auszeichnungen
- 1994: Ernst Enzensperger Preis des Deutschen Jugendherbergswerks[6]
- 2001: Bayerische Umweltmedaille[6]